# Cinchona capuli
Cinchona capuli är en måreväxtart som beskrevs av Bengt Lennart Andersson. Cinchona capuli ingår i släktet Cinchona och familjen måreväxter. Inga underarter finns listade i Catalogue of Life.